# Pierre-André Monnard
Pierre-André Monnard, né le 11 mars 1957 à La Chaux-de-Fonds, est une personnalité politique suisse, membre du Parti libéral-radical.

## Biographie
Comptable de formation, Pierre-André Monnard est engagé de 1996 à 2002 dans une entreprise de construction qui est mise en faillite en 2003. L'ancien patron de cette entreprise accuse, en 2015, Pierre-André Monnard d'être responsable de cette faillite, alors qu'il n'y travaillait plus.
Élu comme conseiller communal à La Chaux-de-Fonds en 2008, il est responsable du département des finances. Il est également député de 2009 à octobre 2014 au Grand Conseil du canton de Neuchâtel. En décembre 2014, il rejoint le Conseil national en remplacement de Laurent Favre, lui-même élu au Conseil d'État du canton de Neuchâtel.
En mars 2015, le conseil communal prend connaissance d'un déficit inattendu de 12 millions de francs dans les comptes 2014, alors que le budget 2014 prévoyait un bénéfice de 2,3 millions de francs. Pierre-André Monnard est alors annoncé en arrêt maladie jusqu'à la fin du mois. La ville de La Chaux-de-Fonds demande à Pierre-André Monnard de participer à la prochaine séance du Conseil communal, le vendredi 13 mars 2015. Le 21 avril 2015, le conseil général organise une séance extraordinaire pour discuter de sa destitution.
Le 4 avril 2015, il démissionne du Conseil communal pour des raisons de santé, mais reste néanmoins au Conseil national.
Le 23 septembre 2015, Le Temps publie une pleine page à la suite du blanchiment par Le procureur général neuchâtelois, M. Pierre Aubert, de l’ex-conseiller communal Pierre-André Monnard concernent les accusations de gestion déloyale et de mensonges. L'article est titré "L’"affaire" Monnard, pour masquer les intrigues de La Chaux-de-Fonds". 
Le procureur général donne, de ce fait, du crédit à la version de Pierre-André Monnard, selon laquelle les rapports remis à l'ex-conseiller communal comportait des erreurs de report commises par son service et qui ne lui ont pas permis d'apprécier correctement la situation financière de la ville durant le second semestre 2014. De plus, il met le doigt sur d’autres « chiffres complètement fantaisistes, utilisés semble-t-il pour rendre cohérentes les prévisions entre elles ». Jusqu'à présent, aucun audit n'a été réalisé sur ces révélations.